# Lucianovenator
Lucianovenator ("Lucianův lovec") byl rod vývojově primitivního teropodního dinosaura ze skupiny Coelophysoidea, žijícího v období pozdního triasu (geologické věky nor až rét, asi před 210 až 201 miliony let) na území dnešní severozápadní Argentiny (souvrství Quebrada del Barro).

## Objev
Fosilie tohoto dinosaura byly objeveny v 80. letech 20. století na pozemku bratrů Leyesových, z nichž jeden - Luciano - o nich informoval paleontology (odtud rodové jméno dinosaura). Původně byl tento teropod pojmenován rodovým jménem Lucianosaurus, ale brzy se ukázalo, že toto jméno již bylo roku 1994 použito pro jiného archosauromorfa. Rodové jméno tedy bylo vzápětí změněno na Luciavenator s jediným známým druhem L. bonoi. Druhové jméno je poctou Tuliovi Abelu del Bonovi, někdejšímu řediteli místní univerzity, který se zasloužil o získání financí na výzkum.

## Velikost
Podle odhadů byl tento štíhlý dvounohý teropod dlouhý asi 2 metry a jeho hmotnost se zřejmě pohybovala kolem 45 kilogramů.

## Klasifikace
Lucianovenator byl primitivní celofyzoidní teropod, blízce příbuzný rodům Pendraig, Coelophysis a Camposaurus.